# 柳姆帕區

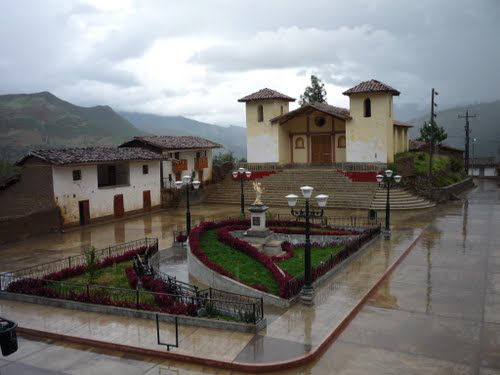

柳姆帕區（西班牙語：Distrito de Llumpa），是秘魯的一個區，位於該國北部安卡什大區的馬里斯卡爾盧蘇里加省，始建於1889年10月28日，面積143.27平方公里，海拔高度3,200米，2005年人口6,149，人口密度為每平方公里43人。